# رضا خالقی‌فر
رضا خالقی‌فر (زاده ۳۰ شهریور ۱۳۶۲ در بابل) یک بازیکن سابق فوتبال اهل ایران است.

## زندگی‌نامه
رضا خالقی فر متولد شهرستان بابل در استان مازندران، بازیکن فوتبال شاغل در تیم فوتبال ذوب‌آهن اصفهان است.
وی دوران سربازی خودرا در تیم فجرسپاسی شیراز زیر نظر غلامحسین پیروانی گذراند.
وی سابقهٔ عضویت در تیم‌های پرسپولیس، راه‌آهن، گسترش فولاد، ماشین‌سازی، سایپا و نفت آبادان را نیز در کارنامه دارد